# سمير الحلو
سمير إسماعيل الحلو (وُلد عام 1953) هو طبيبٌ وباحثٌ ومؤلفٌ أردني، تتمحور مؤلفاته حول الطب النبوي والطب البديل.

## حياته
وُلد سمير إسماعيل الحلو في عمّان عام 1953. تخرج من كلية الطب بالجامعة الأردنية عام 1978، ثم انتقل إلى السعودية حيث عمل في مجال الرعاية الصحية الأولية في المدينة المنورة، وبقيَّ فيها حتى عام 1995، حيث عين مشرفًا في مركز الطب البديل التابع للجمعية السعودية لطب الأسرة والمجتمع. عاد إلى الأردن عام 1997، وعمل مع زملاؤه على تأسيس الجمعية الأردنية للنباتات الطبية في عام 1998. حصل في عام 1999 على شهادة الأكاديمية الأمريكية في طب الأعشاب. هو عضوٌ في جمعية العلوم الطبية الإسلامية، والجمعية الأردنية لإعجاز القرآن والسنة.

## مؤلفاته
وضع عددًا من المؤلفات في مجال الطب النبوي والطب البديل وطب الأعشاب، ومنها:
دار التراث في المدينة المنورة
- «البطنة تذهب الفطنة»
- «الطيب وفوائده الصحية والنفسية»
- «المرشد الطبي للأسرة» (ردمك 9796500031484)
- «الليل- نومه وقيامه»
- «المؤمن القوي»
- «الرضاعة الطبيعية- شراب وغذاء ودواء»

دار المنارة في جدة
- «دليلك إلى الرشاقة بلا جوع»
- «الفوائد العلاجية لبعض النباتات الصحراوية في الجزيرة العربية»
- «البهارات- فوائد ومحاذير»
- «القاموس الجديد للنباتات الطبية»[7]

دار النفائس في لبنان
- «حفظ الأطعمة- نصائح لربات البيوت»
- «الطب الإسلامي نحو تطبيق عملي»